# American Psychologist
American Psychologist – recenzowane czasopismo naukowe zawierające dokumenty archiwalne i artykuły dotyczące bieżących tematów w psychologii, psychologii jako nauki i praktyki oraz jej wkładu w politykę publiczną. Zostało założone w 1946 roku i jest oficjalnym czasopismem Amerykańskiego Towarzystwa Psychologicznego.

## Zawartość
Publikacje, które można znaleźć w „American Psychologist” obejmują wszystkie aspekty psychologii. Rocznie ukazuje się 9 wydań periodyku, a jego średni nakład wynosi około 80 000 egzemplarzy, co czyni go najbardziej rozpowszechnianym periodykiem z dziedziny nauk społecznych na świecie.
Treści, jakie ukazują się na łamach czasopisma, nierzadko dotyczą krajowych i międzynarodowych tematów politycznych, a także tematów istotnych dla polityki i działalności Amerykańskiego Towarzystwa Psychologicznego. Jeśli wyniki badań empirycznych zostaną uznane za bardziej odpowiednie dla innego czasopisma specjalizującego się w konkretnej dziedzinie, to „American Psychologist” ich nie opublikuje, ale mogą zostać opublikowane w szczególnych okolicznościach określonych przez redaktora naczelnego. Artykuły mogą być metaanalizami lub analizami części danych dotyczących istotnych kwestii, pod warunkiem, że ich zamiarem jest wywarcie szerokiego wpływu na dziedzinę psychologii. Żeby artykuł został opublikowany, styl jakim został napisany powinien wzbudzić zainteresowanie i być przystępny dla każdego psychologa, nienależnie od wyuczonej specjalizacji, a jego treść powinna być aktualna i zaciekawić szerokie grono członków APA.
Dokumenty Amerykańskiego Towarzystwa Psychologicznego i dokumenty archiwalne, które znajdują się w „American Psychologist” obejmują m.in. roczny raport Towarzystwa, badania ankietowe przeprowadzone wśród jego członków, inne raporty Towarzystwa, dane dotyczące zatrudnienia oraz kalendarze wydarzeń. Weryfikacji przed publikacją podlegają przedłożone raporty rad, komitetów i zespołów zadaniowych.
W 2014 roku spośród 170 nadesłanych do redakcji manuskryptów do publikacji zaakceptowano 21% z nich.

## Liczba cytowań i impact factor
W 2014 roku czasopismo zostało zacytowane 17 525 razy, a jego impact factor za ten rok wyniósł 6,1, plasując je na 8. miejscu na 129 periodyków w kategorii „psychologia multidysyplinarna”.

## Punktacja MNiSW i SCImago Journal Rank
Na polskiej liście czasopism punktowanych przez Ministerstwo Nauki i Szkolnictwa Wyższego z 2015 roku „American Psychologist” przyznano 45 punktów.
SCImago Journal Rank czasopisma za 2014 rok wyniósł 1,361, co dało mu:
- 26. miejsce na 217 periodyków w kategorii „psychologia”,
- 48. miejsce wśród 431 czasopism w kategorii „sztuka i nauki humanistyczne”,
- 166. miejsce na 1775 periodyków w kategorii „medycyna”.

## Specjalne wydania
Sporadycznie ukazują się specjalne sekcje, a nawet publikowane są specjalne wydania poświęcone określonym tematom:
- Na łamach wydania z października 2015 r. ukazały się prace poświęcone uważności (ang. mindfulness) i medytacji[10].

- Wydanie z maja i czerwca 2015 r. zawierało artykuły na temat znęcania się i wiktymizacji w szkole[11].

- Wydanie z lutego i marca 2015 r. dotyczyło nowotworów złośliwych[12].

- W wydaniu z maja i czerwca 2014 r. ukazały się prace poświęcone podstawowej opiece zdrowotnej[13].

- Wydanie z lutego i marca 2014 r. zawierało artykuły na temat przewlekłego bólu[14].

- W wydaniu z października 2013 r. opublikowano prace dotyczące psychologii pokoju[15].

- Wydanie z maja i czerwca 2013 r. poświęcono HIV/AIDS[16].

- Wydanie z września 2011 r. opublikowane z okazji X rocznicy ataków terrorystycznych w USA poświęcono psychologicznym aspektom tego wydarzenia[17].

- W wydaniu z maja i czerwca 2011 r. ukazały się artykuły na temat globalnego ocieplenia od strony psychologicznej[18].

- Wydanie ze stycznia 2011 r. poświęcono profilaktycznemu programowi armii Stanów Zjednoczonych Comprehensive Soldier Fitness, którego zadaniem jest zwiększenie psychicznej odporności amerykańskich żołnierzy i innych członków personelu armii[19].

- W wydaniu z kwietnia 2010 r. opublikowano artykuły mające na celu promowanie paradygmatów przywództwa, które bardziej będą sprzyjać integracji[20].

- Wydanie z lutego i marca 2009 r. poświęcono wpływowi Karola Darwina na psychologię[21].

- Wydanie ze stycznia 2009 r. dotyczyło zagadnienia posłuszeństwa[22].

- W wydaniu z kwietnia 2007 r. ukazały się artykuły na temat zaburzeń odżywiania[23].

- W wydaniu ze stycznia 2007 r. omówiono najnowszą teorię przywództwa i ostatnie badania nad przywództwem[24].

- Wydanie ze stycznia 2005 r. poświęcono dyskusji na temat znaczenia genów a pojęcia rasy człowieka w psychologii[25].

- Wydanie z września 2004 r. opublikowano z okazji 50 rocznicy decyzji Sądu Najwyższego Stanów Zjednoczonych w sprawie Brown v. Board of Education. W artykułach omówiono konsekwencje tej decyzji na przestrzeni 50 lat. Szczególną uwagę poświęcono mieszanym rolom, jakie odegrały badania psychologiczne i praktyka psychologiczna w tamtym okresie[26].

- Na łamach wydania z czerwca i lipca 2003 r. ukazały się artykuły dotyczące profilaktycznych programów dla dzieci i młodzieży[27].

- Wydanie z marca 2002 r. poświęcono współistnieniu świata nauki, polityki i mediów. Szczególną uwagę skupiono na kontrowersjach związanych z metaanalizą z 1998 dotyczącą wykorzystywania seksualnego dzieci[28].

- W wydaniu ze stycznia 2000 r. znalazły się artykuły o psychologii pozytywnej[29].

- Wydanie z lutego 1998 poświęcono społecznie istotnym zagadnieniom, które znajdują się w sferze zainteresowań naukowców zajmujących się rozwojem człowieka[30].

- Na łamach wydania z października 1997 r. ukazały się artykuły na temat roli inteligencji w kształceniu ustawicznym[31].

- W wydaniu z października 1996 r. skupiono się na ocenach wyników psychoterapii[32].

- Wydanie z lutego 1993 roku poświęcono kwestiom związanym z rozwojem nastolatków[33].

- Wydanie z listopada 1992 r. dotyczyło naukowych i intelektualnych wpływów Burrhusa Frederica Skinnera na dziedzinę psychologii[34].

- W wydaniu z lutego 1992 r. omówiono historię amerykańskiej psychologii[35].

- Na łamach wydania z lutego 1990 r. ukazały się artykuły poświęcone psychologii pracy[36].